# Litauische Verfassung von 1922
Die Litauische Verfassung von 1922 war die erste gültige Verfassung der unabhängigen Republik Litauen in der Zwischenkriegszeit. Sie trat am 1. August 1922 in Kraft.

## Entstehung
Es wurden nach Erlangung der Unabhängigkeit vom Russischen Reich drei Verfassungen eingeführt, welche allerdings nicht ratifiziert wurden. 
Dazu zählten die Vorläufige Verfassung vom 2. November 1918, die Vorläufige Verfassung vom 4. April 1919 und die Vorläufige Verfassung vom 10. Juni 1920.

## Inhalt
Präambel:
Im Namen des Allmächtigen Gottes hat die Litauische Nation, nach Wiederherstellung ihres unabhängigen Staates durch ihre bevollmächtigten Vertreter, versammelt im konstituierenden Sejm, mit Dankbarkeit gedenkend der ehrenvollen Bemühungen und großzügigen Opfer seiner Söhne zur Befreiung des Vaterlandes die nachfolgende Verfassung des Litauischen Staates am 1. August 1922 angenommen, um feste demokratische Grundlagen für seine unabhängige Existenz, ebenso Bedingungen für die Blüte der Gerechtigkeit und Gesetzlichkeit zu schaffen, die Gleichheit, Freiheit und das Wohl aller Bürger zu sichern, der Arbeit und Moral der Bevölkerung eine entsprechende staatliche Fürsorge angedeihen zu lassen.
Gliederung:
Die Verfassung ist weiterhin gegliedert in:
1. Allgemeine Bestimmungen
2. Litauische Bürger und Rechte
3. Parlament (Sejm)
4. Die Regierung
5. Die Gerichte
6. Lokale Selbstverwaltung
7. Rechte der Minderheiten
8. Verteidigung der Republik
9. Unterrichtswesen
10. Religion und Kultur
11. Staatshaushalt
12. Staatsfinanzen
13. Soziale Fürsorge
14. Verfassungsänderungen und -ergänzungen
15. Übergangsbestimmungen

## Entwicklung
Die Verfassung gilt als erste demokratische Verfassung der Republik Litauen.
Sie galt lediglich 6 Jahre und wurde nach dem Militärputsch von Antanas Smetona durch die neue Litauische Verfassung von 1928 ersetzt, welche der von 1922 ähnelte. Die Litauische Verfassung von 1938 war hingegen eine starke Abkehr von den Bestandteilen der Verfassung von 1922.